# Focke Achgelis Fa 330
O Focke-Achgelis Fa 330 Bachstelze (em inglês: Wagtail ) era um tipo de helicóptero/giroscópio. Foi projetado especificamente em 1941 para fornecer uma plataforma de observação elevada para um homem enquanto era conduzido através de cabos por U-boats alemães durante a Segunda Guerra Mundial.

## Desenvolvimento
Por causa do baixo perfil na água, os submarinos não possuíam uma visão que passa-se mais do que alguns quilômetros sobre o oceano (8 Km). Para resolver isso, o almirantado alemão considerou uma série de opções diferentes, incluindo um hidroavião dobrável ( Arado Ar 231 ). No final se preferiu o desenvolvimento do Focke Achgelis Fa-330 Bachstelze que foi especialmente desenvolvido para uso nos U-boats para suprir essa demanda, um rotor de três pás em giro livre fora montada em um poste vertical que era preso a uma estrutura simples na qual havia um único assento de observação desprotegido, conectado ao braço tubular havia um leme e uma superfície estabilizadora horizontal. O observador tinha controles para operar o leme e inclinar a cabeça do rotor, podendo se comunicar com o submarino por uma linha de telefone conectada ao cabo. O resultado do projeto fora um alto giro muito barato de se fabricar.
O Fa 330 poderia ser implantado no convés do submarino por duas pessoas, mas a equipe geralmente era formada por 4 marinheiros, e era amarrado ao submarino por um cabo de até 150 m (500 pés). O fluxo de ar nos rotores enquanto o barco viajava na superfície os girava. O Fa 330 seria elevado a cerca de 120 metros acima da superfície e permitindo-lhe ver muito mais longe - cerca de 52 km, comparado com as 5 milhas náuticas (9 km) visível da torre de comando do U-boat. Enquanto no alto, o piloto estaria em contato com o submarino por telefone, para retornar ao submarino um guincho enrolaria o cabo até que o Fa-330 estivesse no convés. Houve um procedimento de emergência, no entanto, pelo qual o piloto poderia descartar as pás e o cubo do rotor abrindo automaticamente um paraquedas conectado à máquina e ao piloto. Se o capitão do U-boat fosse forçado a abandoná-lo na superfície, o cabo seria liberado e o Fa 330 desceria lentamente para a água. 
Quando não está em uso, o Fa 330 foi acondicionado em dois compartimentos estanques à ré da torre de comando. Recuperar, desmontar e arrumar o Fa 330 levou aproximadamente 20 minutos e era uma operação muito difícil. 

## Histórico Operacional
Como a cobertura aérea aliada em outros teatros da guerra era considerada uma ameaça em demasia, apenas os U-boats operando nas partes mais distantes do Atlântico e do Oceano Índico usavam o Fa 330. Apesar de suas vantagens, o uso do Fa 330 resultou em apenas um único afundamento quando o U-177 usou um para detectar, interceptar e afundar o vapor grego Efthalia Mari em 6 de agosto de 1943. 
Os aliados capturaram um Fa 330 em maio de 1944, quando capturaram o U-852 intacto.  Após a guerra, o governo britânico fez experimentos bem sucedidos rebocando Fa 330s atrás de navios e jipes, mas o desenvolvimento do helicóptero rapidamente ocupou a atenção dos militares.
U-boats que utilizaram o Fa 330 incluíram pelo menos o U-177 , U-181 e U-852 . Otto Giese escreveu: "Nosso barco era equipado com um Bachstelze . Este era um pequeno helicóptero pilotado por um cabo de aço comprido e levantado no ar pela velocidade do barco enquanto o cabo era gradualmente puxado para fora. De sua posição No alto, o piloto tinha uma visão de 360 graus e poderia relatar qualquer embarcação ". 